# Roc de Renadiu
El Roc de Renadiu és una muntanya de 1.700 metres que es troba al municipi de Montferrer i Castellbò, a la comarca de l'Alt Urgell.